# Casearia silvana
Casearia silvana är en videväxtart som beskrevs av Schlechter. Casearia silvana ingår i släktet Casearia och familjen videväxter. Inga underarter finns listade i Catalogue of Life.